# Carmat
Ne doit pas être confondu avec Qarmates.
Carmat (acronyme résultant des noms de ses fondateurs, le chirurgien cardiaque Alain Carpentier et la société Matra Défense) est une entreprise française du secteur biomédical, développant un cœur artificiel orthotopique, autorégulé et bioprothétique. Fin juin 2025, elle est en cessation de paiement.

## Histoire
Carmat est née de la rencontre, dans les années 1990, des initiateurs du projet : le professeur Alain Carpentier et Jean-Luc Lagardère (alors président de la société Matra Défense). Après plusieurs années de recherche et développement collaboratifs via un groupement d’intérêt économique (GIE Carmat), la société a été créée en juin 2008 sous forme de société par actions simplifiée (SAS) par trois actionnaires fondateurs : le professeur Alain Carpentier (apports en brevets), Matra Défense (Airbus Group) et Truffle Capital, représentée par le docteur Philippe Pouletty, dans le cadre de fonds communs de placement dans l’innovation (FCPI).
En juillet 2010, la société entre en bourse sur le marché Alternext d’Euronext Paris et devient une société anonyme (ticker : ALCAR),.

### Aspects financiers
En 2009, Carmat s'est vu attribuer une subvention de 1,5 million d'euros par le conseil général des Yvelines pour la création d’une salle blanche (environnement de production contrôlé). La même année, avec l'aval de la Commission européenne, la société Carmat signe avec Oséo (devenu Bpifrance) un accord lui permettant d'obtenir – au fur et à mesure du franchissement d’étapes – 33 millions d'euros pour le développement de son projet jusqu’à l’obtention du marquage CE. Cette aide est répartie entre subventions et avances remboursables en cas de succès commercial du projet,.
En juillet 2010, la société devient une société anonyme (SA) à la suite de son introduction en Bourse sur le marché Alternext d’Euronext Paris dans le but de financer son développement et de réaliser les essais cliniques du cœur Carmat sur l'homme. Elle obtient 18 millions d’euros lors de cette introduction.
En 2011, Carmat lève 29,3 millions d'euros dans le cadre d'une augmentation de capital avec droit préférentiel de souscription.
Enfin en 2013, la société souscrit avec un organisme financier une ligne optionnelle de financement en fonds propres lui permettant de créer 200 000 actions nouvelles.
En juin 2014, la société participera aux « French Life Sciences Days, » organisés par France Biotech et à la « French Touch Conference » à New York, afin de rencontrer des investisseurs nord-américains spécialisés.
Le 22 décembre 2020, le cœur artificiel de Carmat obtient son marquage CE après 12 ans de travail. Cette certification autorise la commercialisation du dispositif au sein de l'Union européenne. Le cours des actions de l'entreprise en bourse réalise un bond de 38 % à cette occasion.
Ses objectifs financiers pour 2023 sont compris entre 10 et 13 millions d'euros. L'entreprise vise une rentabilité à l'horizon 2027.
En octobre 2023, trois des actionnaires historiques soutiennent le capital de la société à hauteur de sept millions d'euros afin de prolonger sa visibilité financière jusqu'à début 2024.
Fin janvier 2024, Carmat annonce avoir réussi une augmentation de capital de 16,5 millions d'euros, ce qui lui permet d'avoir une visibilité jusqu'au 22 février 2024. L'entreprise estime avoir besoin de 50 millions d'euros pour terminer l'année 2024, ou 35 millions si la Banque européenne d'investissement accepte un report de remboursement de prêt, ce qui lui laisserait un répit jusqu'en mai, dans le scénario le plus favorable.
En juin 2025, la société indique se trouver en risque de cessation de paiement si elle ne trouve pas avant le 30 juin un complément de trésorerie de 3,5 millions d'euros. À la fin du mois de juin elle se déclare en cessation de paiement.

## Cœur artificiel développé par Carmat
La prothèse comprend deux cavités ventriculaires droite et gauche, chacune étant séparée par une biomembrane souple en deux volumes, un pour le sang, un pour le liquide d’actionnement. Un sac externe souple contient le liquide d’actionnement et bat au rythme cardiaque.
Par actionnement hydraulique via deux groupes moto-pompes miniatures, le liquide d’actionnement déplace cette biomembrane en reproduisant le mouvement de la paroi ventriculaire du cœur humain lors de la contraction. Ce mouvement provoque l’admission et l’éjection du sang. Un dispositif électronique embarqué régule le fonctionnement de la prothèse en fonction des besoins des patients à partir d’informations données par des capteurs et traitées par un microprocesseur, pour obtenir le débit sanguin nécessaire sans augmenter systématiquement la fréquence de fonctionnement.
Un système d’alimentation, de suivi et de contrôle à l’hôpital et un système d’alimentation et de communication porté pour le retour à domicile du patient sont aussi prévus.
La technique d’implantation est très proche de celle d’un greffon cardiaque : un dispositif d’interface biocompatible est suturé aux oreillettes, puis la prothèse est encliquetée sur ce dispositif,.
Le développement du cœur total artificiel a conduit Carmat à détenir à ce jour dix brevets en nom propre (à l'Office européen des brevets) concernant notamment la création de matériaux hémocompatibles et leurs utilisations dans un cœur artificiel total.
Le fonctionnement du matériel est présenté en vidéo.

### Secteur
L’insuffisance cardiaque est une pathologie grave et souvent fatale. Au stade le plus avancé de la maladie (classe NYHA 4, Intermacs 1 à 3), le seul traitement possible est la transplantation cardiaque. Les critères très stricts d’éligibilité à une transplantation et l’inadéquation entre le nombre de cœurs de donneurs disponible et le nombre de patients nécessitant un traitement entraine une mortalité importante dans cette population. L'objectif de la société Carmat est de proposer une alternative crédible à la transplantation aux patients non-éligibles ayant épuisé toutes les autres options thérapeutiques.
Pour établir la crédibilité du projet en tant que traitement définitif de l'insuffisance cardiaque terminale, la société devra démontrer lors d'essais cliniques une amélioration significative du statut fonctionnel des patients (de deux classes NYHA au moins), un taux de complications acceptable, et une survie à moyen-long terme significativement supérieure à l’espérance de vie attendue dans cette population.[réf. souhaitée]

### Premiers essais
Les premiers essais ont lieu les 19 et 27 juin 1989 à l'hôpital Broussais sur des veaux. Les deux premiers sont des échecs car les veaux ne survivent pas à l'opération mais le deuxième permet de connaître la cause de ces échecs et, le 15 mai 1991, le cœur bat in vivo. Le professeur Carpentier était accompagné de Claude Wartelle, un ingénieur qui avait proposé que le cœur soit équipé d'un piston à actionnement hydraulique.

### Essais cliniques
Initialement prévus fin 2011, les essais cliniques ont débuté deux ans plus tard, bien que le Comité de Protection des Personnes (CPP) ait délivré un avis favorable dès novembre 2011. Un premier délai était dû à des difficultés de mise en place de la production. En octobre 2012, Marcello Conviti, directeur général du groupe, espérait que le dossier complet de demande d'essais serait soumis à l'Agence nationale de sécurité du médicament et des produits de santé (ANSM, anciennement Afssaps) avant la fin 2012, pour un lancement d'ici janvier 2013 des premiers essais cliniques, sous réserve de l'accord des autorités,.
L'ANSM requiert des résultats complémentaires de tests sur animaux. Des essais sont réalisés sur douze veaux, de janvier à juin 2013. Tous les veaux décèdent ou sont euthanasiés pour cause de complication dans les dix jours qui suivent l'implantation : embolies gazeuses, ischémies, hémorragies internes dues à des fuites au niveau des sutures, insuffisance rénale par nécrose tubulaire aiguë, septicémie ou obstruction mécanique de l'orifice atrio-ventriculaire. Malgré ces résultats, publiés dans une revue à comité de relecture en 2015, pouvant faire craindre des risques importants pour la survie à court terme des patients et ne fournissant aucune information sur la sécurité à long terme, l'ANSM approuve un essai de faisabilité portant sur 4 patients en septembre 2013.

#### Première phase
L'objectif de cette première phase est la survie à un mois de ces quatre patients.
1) Le 18 décembre 2013, un premier cœur artificiel est implanté par les équipes des professeurs Christian Latrémouille et Daniel Duveau (CHU Nantes) à l'Hôpital européen Georges-Pompidou à Paris. Le patient décède le dimanche 2 mars 2014, 74 jours après l'implantation, soit au-delà du critère de 30 jours de survie requis par le protocole clinique approuvé par l'ANSM. À la suite du décès, l'essai est suspendu pendant l'analyse approfondie des nombreuses données enregistrées durant l'implantation du premier cœur, et Carmat a repris les essais cliniques en juillet 2014.
2) Une deuxième implantation a eu lieu le 5 août 2014 au CHU de Nantes, information confirmée par Carmat le 8 septembre 2014. Le 19 janvier, on apprend par une déclaration de Carmat, que le 2e patient — un homme de 68 ans atteint d'insuffisance cardiaque terminale — était sorti de l'hôpital. Il est décédé le 2 mai 2015 après une survie de neuf mois.
La société a déclaré à plusieurs reprises qu'elle ne communiquerait pas sur les résultats de l'étude clinique en cours pour se conformer aux bonnes pratiques cliniques,.
3) Implantation, le 8 avril 2015, d'une 3e prothèse cardiaque Carmat par l'équipe médicochirurgicale de l'Assistance publique-Hôpitaux de Paris. Début juin, il a été annoncé que ce 3e greffé « allait bien ». Le greffé meurt le 18 décembre 2015 d'une insuffisance rénale chronique, soit 8 mois et 10 jours après l'intervention chirurgicale.
4) Un 4e patient est opéré à Paris le 22 décembre 2015. Son décès — le patient meurt de complications médicales non liées à la prothèse —  est annoncé le 21 janvier 2016 au bout de trois semaines, soit moins que l'objectif minimal de 1 mois.

#### Deuxième phase
Cette seconde phase prévoyait 20 à 25 greffes évaluées selon la survie à six mois ainsi qu'au vu des facteurs qualitatifs. L'autorisation de l'ANSM (Agence nationale de sécurité du médicament) a été obtenue en juillet 2016.
Le 1er patient de cette 2e phase est implanté au CHU de Nantes vers le 20 août 2016. À la suite de son décès survenu le 12 octobre 2016, l'ANSM suspend cet essai clinique. Le 2 mai 2017, l'ANSM autorise la reprise des essais cliniques considérant que la société Carmat a apporté des éléments permettant de reprendre l’essai dans des conditions de sécurité et de maîtrise des risques satisfaisantes,.
Afin de réaliser les 20 implantations prévues, des centres investigateurs sont ouverts dans deux nouveaux pays. L'objectif était d'obtenir le marquage CE, avec l'aide de l'organisme de certification DEKRA, en 2020. Fin 2018, la société annonce une suspension de ses essais cliniques et de la production, après analyse des données collectées sur les onze premiers patients traités dans cette phase, afin de mettre en place des actions correctives sur sa prothèse. D'autres retards en 2020 sont liés à la crise sanitaire de la Covid-19. Au total, 13 patients sur les 20 prévus ont été implantés. Le marquage CE est obtenu le 22 décembre 2020.

### Études ultérieures et commercialisation
En 2020, il est prévu une capacité de production est de 350 à 400 unités par an. La commercialisation, qui doit commencer en Allemagne dès le début 2021, est alors prévue au prix de 150 000 euros.
Le 22 décembre 2020, le cœur artificiel de Carmat obtient son marquage CE après 12 ans de travail. Cette certification marque l'autorisation de la commercialisation du dispositif au sein de l'Union européenne.
En France, une nouvelle étude sur 52 patients, financée surtout par le ministère de la santé, doit commencer fin 2021. Cette étude baptisée EFICAS vise à montrer l'Efficacité et la Sécurité du dispositif. Sur les 52 implantations prévues, 20 ont réellement lieu entre 2021 et mai 2024.
De même, une étude de faisabilité est prévue aux États-Unis à partir de fin 2021. Le 19 juillet 2021, Carmat vend son premier cœur artificiel Aeson au centre hospitalier de Naples pour un montant d'environ 200 000 euros. Le cœur artificiel doit servir de relais à un patient en attente d'une greffe.
Cependant, le 3 décembre 2021, l'entreprise française Carmat annonce suspendre ses implantations à cause d'un problème de qualité. Les implantations redémarrent sérieusement début 2024. En mai 2025, deux patientes reçoivent un coeur articiel de Carmat à l'Hôpital Hadassah Ein Kerem de Jérusalem.
De fait, le coeur artificiel Aeson de Carmat est effectivement implanté en 122 exemplaires entre la création de la société et le dépôt de bilan de fin juin 2025, dont 70 depuis début 2024. 32 patients sont encore vivants en juin 2025, et Carmat promet de continuer à s'occuper d'eux malgré les difficultés financières.

#### Actionnaires
Liste à jour le 27 avril 2019.
| Nom                                                                   | Actions   | %      |
| Airbus                                                                | 1 333 798 | 14,8 % |
| Pierre Bastid, président du conseil d'administration depuis juin 2024 | 1 291 709 | 14,3 % |
| Truffle Capital                                                       | 765 366   | 8,49 % |
| Alain Carpentier                                                      | 742 769   | 8,24 % |
| Antonino Ligresti                                                     | 688 881   | 7,64 % |
| Cornovum                                                              | 458 715   | 5,09 % |
| Air Liquide Investissements d'Avenir et de Démonstration SA (ALIAD)   | 76 982    | 0,85 % |
| Amundi Asset Management SA (Investment Management)                    | 34 031    | 0,38 % |
| La Française Asset Management                                         | 23 500    | 0,26 % |
| Medical Strategy                                                      | 9 643     | 0,11 % |
| HUDRY-CLERGEON Emmanuel                                               | 8 745     | 0,09%  |

La cotation en bourse de la société est arrêtée fin juin 2025, alors que l'entreprise affiche des perte nettes annuelles de plus de 50 millions d'euros en 2023 et en 2024, et n'arrive pas à obtenir de nouveaux financements.